# Épidémie de maladie à virus Ebola en Afrique de l'Ouest
L'épidémie de maladie à virus Ebola en Afrique de l'Ouest est une épidémie qui fait rage entre 2013 et 2016, et qui fait plus de 28 000 victimes. Elle débute en Guinée avant de s'étendre au Liberia et à la Sierra Leone, puis, dans une moindre mesure, au Nigeria, au Mali, aux États-Unis, au Sénégal, en Espagne, au Royaume-Uni et en Italie. C'est la première fois que ce virus, sans traitement connu, sort d'Afrique centrale puis du continent africain.
L'épidémie, beaucoup plus meurtrière que celles observées depuis la découverte du virus en 1976, est causée par la souche Zaïre du virus. Selon l'Organisation mondiale de la santé (OMS), le patient zéro est un enfant décédé en décembre 2013 près de Gueckédou, dans le sud-est de la Guinée. En août 2014, l'OMS qualifie l'épidémie d'« urgence de santé publique de portée mondiale ». Pour plusieurs chefs d'État occidentaux, l'épidémie représente « la plus grave urgence sanitaire de ces dernières années ».
Les efforts de lutte contre l'épidémie permettent peu à peu de réduire la transmission et de parvenir, depuis mars 2015, à limiter son expression à des résurgences de faible ampleur. Le maintien d'une surveillance importante est de rigueur. Le bilan de l'OMS recense au total au moins 28 000 cas pour plus de 11 000 décès, ainsi que plus de 10 000 survivants avec séquelle.
Néanmoins, ce bilan fut considéré comme sous-évalué par l'OMS, qui estimait le nombre de décès plutôt proche de plus de 20 000 morts, car de nombreuses zones, surtout très rurales, n'étaient pas accessibles aux équipes médicales, dont celles de l'OMS, visées par de nombreuses rumeurs hostiles, ou victimes de la défiance envers des équipes médicales qui viennent de l'étranger.

## Développement

### Premières contaminations
Selon l'OMS, la première infection reconnue touche un garçon de deux ans décédé le 28 décembre 2013 à Méliandou, un village reculé de la préfecture de Guéckédou, au sud-est de la Guinée, au carrefour des frontières libérienne et sierraléonaise. C'est la première fois que la maladie à virus Ebola est diagnostiquée hors d'Afrique centrale. L'OMS pense que l'enfant aurait été contaminé après avoir consommé de la viande infectée. Le garçon a ensuite contaminé sa sœur de trois ans, qui a elle-même contaminé leur mère, leur grand-mère ainsi qu'une amie sierraléonaise. Elles décèdent toutes quelques semaines plus tard, durant le mois de janvier 2014, la grand-mère à Guéckédou, chef-lieu de la région, et l'amie sierraléonaise à Kekehou en Sierra Leone. Il semble cependant que seule la grand-mère permette la poursuite et la multiplication des chaînes de transmission. Il faudra attendre fin mars 2014 pour que le virus Ebola soit formellement identifié.

### Propagation régionale

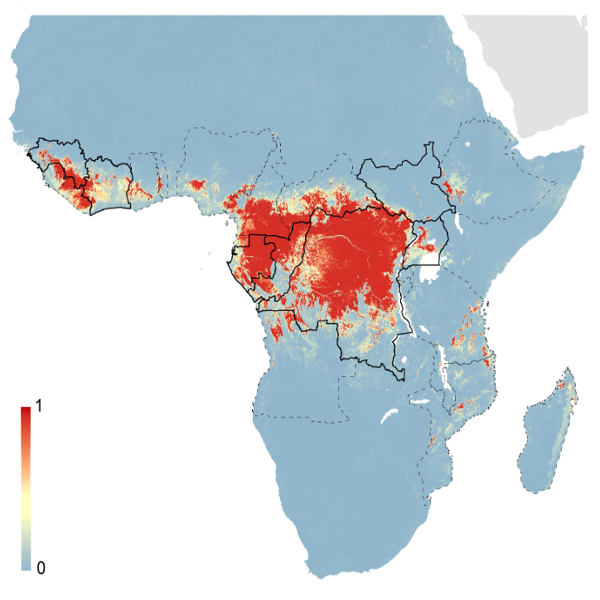
Distribution fin 2014 du réservoir zoonotique du virus Ebola.

- Cas de contamination et décès recensés
- Cas de contamination recensés
- Cas d'importation sans contamination recensée
- Décès de ressortissants/experts rapatriés
- Rapatriement de ressortissants/experts contaminés

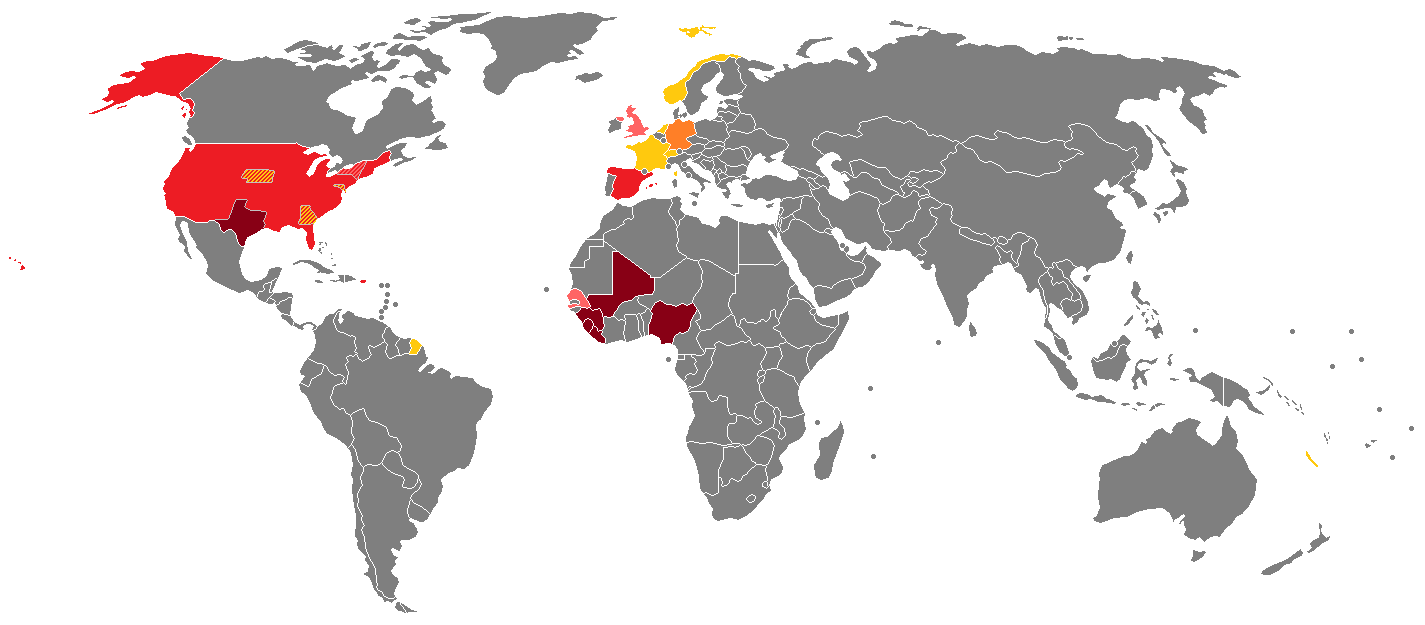
Avancée de l'épidémie de fièvre hémorragique Ebola en Afrique de l'Ouest en 2014.
Cas de contamination et décès recensés
Cas de contamination recensés
Cas d'importation sans contamination recensée
Décès de ressortissants/experts rapatriés
Rapatriement de ressortissants/experts contaminés
Selon l'OMS, l'épidémie qui a sévi entre le 11 août 2014 et le 15 novembre 2014 dans le nord-est de la RDC était distincte de celle d'Afrique de l'Ouest.

Durant la semaine du 20 janvier 2014, trois personnes atteintes de fièvre hémorragique succombent à Guéckédou, chef-lieu de la préfecture du même nom. Deux semaines plus tard, le bilan s'élève à quinze décès dans la localité. Durant la semaine du 17 février 2014, deux personnes présentant les mêmes symptômes décèdent à Macenta, ville située à une centaine de kilomètres à l'est. Durant la semaine du 24 février 2014, on recense neuf nouveaux décès à Guéckédou et les premiers survivants sont déclarés. Fin février 2014, on dénombre 34 décès dans la région dont 29 dans la préfecture de Guéckédou et cinq dans la préfecture de Macenta.[réf. nécessaire]
Durant la semaine du 3 mars 2014, l'épidémie se propage dans la préfecture de Kissidougou, située à une centaine de kilomètres au nord de Guéckédou. Le 10 mars 2014, les hôpitaux et services publics de santé de Guéckédou et Macenta alertent le ministère de la santé de la Guinée puis Médecins sans frontières. Une équipe gouvernementale intervient à Macenta le 14 mars 2014. Des enquêtes épidémiologiques sont lancées et des échantillons sanguins sont envoyés pour analyse à des laboratoires de sécurité biologique de niveau 4 à Lyon en France et à Hambourg en Allemagne,
Le 21 mars 2014, le laboratoire d'analyses de Lyon confirme pour la première fois que la maladie qui sévit en Guinée est la fièvre Ebola, de souche Zaïre. Le lendemain, l'épidémie s'étend et atteint la capitale Conakry. Le gouvernement guinéen reconnaît alors être confronté à une épidémie de maladie à virus Ebola,.
Le 31 mars 2014, l'OMS confirme la propagation du virus au Liberia. Le 17 avril 2014, on dénombre 131 décès pour 209 cas confirmés dans ces deux pays. Le 27 mai 2014, les premiers cas sont recensés en Sierra Leone. Entre le 2 juin et le 2 juillet 2014, l'OMS enregistre un doublement du nombre de cas de fièvre Ebola, pour atteindre 467 décès pour 759 cas dans ces trois pays. Cette épidémie devient alors la plus meurtrière depuis la découverte du virus en 1976. Le 25 juillet 2014, un Américano-Libérien décède du virus peu après son arrivée à l'aéroport de Lagos au Nigeria, ville la plus peuplée d'Afrique, et est pris en main par le docteur Ameyo Adadevoh. Fin août 2014, le virus atteint cette fois Port Harcourt à l'est du pays.
Le 12 août 2014, un prêtre espagnol décède du virus à Madrid quelques jours après avoir été rapatrié du Liberia. Dans les semaines qui suivent, les États-Unis, le Royaume-Uni, l'Allemagne, la France, la Suisse, la Norvège et les Pays-Bas rapatrient plusieurs malades. Le 29 août 2014, un étudiant guinéen atteint du virus parvient à atteindre Dakar au Sénégal par la route mais ne contamine personne dans son pays.
Le 5 septembre 2014, on dénombre plus de 2 000 décès liés à l'épidémie, dont la moitié au Liberia. Selon son ministre de la défense, l'existence même de ce pays de 4,4 millions d'habitants pourrait être « gravement menacée ». En octobre 2014, le Sénégal et le Nigeria considèrent l'épidémie terminée sur leur territoire,. Le Sénégal rouvre ses frontières quelques jours plus tard.
Le 25 octobre 2014, une fillette rentrée de Guinée décède du virus à Kayes au Mali. C'est le premier cas détecté dans le pays. Malgré sa proximité géographique avec le Liberia et la Guinée, la Côte d'Ivoire n'a, en novembre 2014, recensé aucun cas d'Ebola sur son territoire. Les importants transferts de populations dus à la récolte du cacao en octobre dans le pays laissent craindre d'éventuelles contaminations.
Le 19 janvier 2015, le gouvernement malien et l'ONU annoncent la fin de l'épidémie au Mali. Le 29 décembre 2015 l'OMS annonce la fin de l'épidémie en Guinée, où elle aura fait plus de 3000 morts.[réf. nécessaire]

### Premières contaminations hors d'Afrique

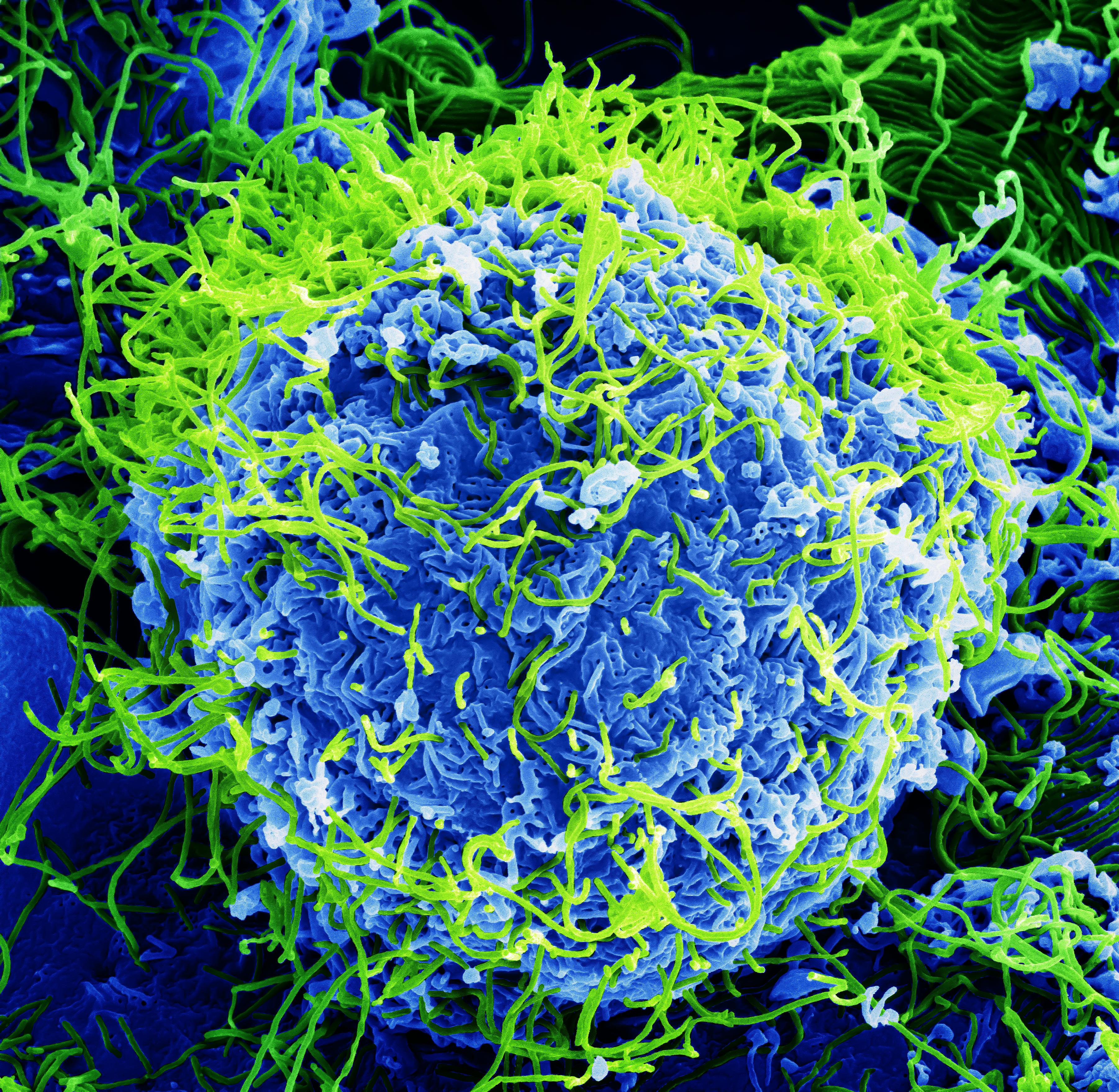
Micrographie électronique à balayage colorisée des particules du virus Ebola (vert)

Le 26 septembre 2014, un Libérien de 42 ans ayant quitté Monrovia une semaine plus tôt se présente à l’hôpital Texas Health Presbyterian de Dallas aux États-Unis. Il se plaint de fièvre mais est renvoyé à domicile muni d'antibiotiques. Devant la persistance des symptômes, il retourne à l’hôpital le 28 septembre 2014 avant d'être mis en quarantaine. La contamination au virus Ebola est confirmée le 30 septembre 2014. C'est le premier cas de maladie à virus Ebola diagnostiqué hors d'Afrique. L'homme, décédé le 8 octobre 2014, contaminera à son tour deux infirmières l'ayant soigné à l’hôpital, pourtant sous protection,.
Le 6 octobre 2014, on apprend qu'une infirmière ayant soigné un malade d'Ebola rapatrié en Espagne a été à son tour contaminée. Fiévreuse dès le 30 septembre 2014, elle n'aurait consulté que cinq jours plus tard à son retour de congés. La Commission européenne réclame alors au ministère de la santé espagnol « des éclaircissements » sur les causes de cette contamination en milieu hospitalier.
Le 23 octobre 2014, un médecin américain ayant travaillé pour MSF en Afrique est diagnostiqué positif à New York. Le 29 décembre 2014, un personnel soignant de retour de Sierra Leone est diagnostiqué positif à Glasgow au Royaume-Uni.

### Contrôle de l'épidémie
Début 2016, les chaines de transmissions de l'épidémie semblent interrompues. Néanmoins, si l’OMS a déclaré le 14 janvier que la flambée était terminée au Libéria, alors dernier pays à avoir notifié des cas, un nouveau cas était notifié en Sierra Leone le lendemain. Et depuis le mois de mars 2015, l’OMS a observé 11 résurgences de faible ampleur, rapidement maitrisées. Le risque de résurgence perdure étant donné que le virus peut demeurer pendant un an dans l’organisme des survivants rétablis.
Début 2016, on dénombre 10 000 survivants qui souffrent de séquelles et font l'objet de stigmatisation. Le 29 mars 2016, l'état d'urgence de santé publique de portée mondiale est levé.
Le 17 mars 2016, le gouvernement guinéen annonce la survenue de 2 nouveaux cas de maladie à virus Ebola en Guinée forestière. Finalement, sept cas confirmés et trois cas probables sont notifiés entre le 17 mars 2016 et le 6 avril 2016 par les préfectures de N’Zérékoré dans le sud-est de la Guinée. Trois autres cas sont également décelés à Monrovia au Libéria entre le 1er et le 5 avril 2016 ; il s’agit d'une femme et de ses deux enfants qui ont contracté les symptômes liés à la maladie à virus Ebola après qu'ils se sont rendus à Monrovia.

## Lutte

### Organisations des soins

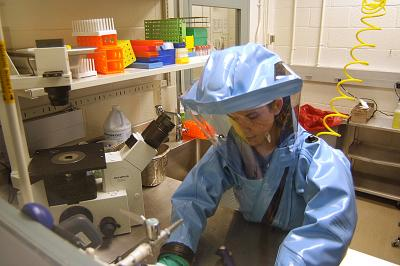
C'est dans un laboratoire P4 à Lyon que la souche du virus Ebola à l'origine de l'épidémie a été identifiée en mars 2014.

Depuis le début de l'épidémie, la lutte contre celle-ci semble insuffisante et peu coordonnée,. L'OMS qualifie l'épidémie d'« urgence de santé publique de portée mondiale » sept mois après l'apparition des premiers cas.
La Guinée, le Liberia et la Sierra Leone font partie des quinze pays les moins développés au monde et ne disposent pas d'un système de santé pouvant lutter efficacement contre la maladie à virus Ebola. L'aide humanitaire internationale et les ONG deviennent dès lors indispensables à l'endiguement de l'épidémie. Sur le terrain, l’endiguement de l’infection se heurte à de multiples obstacles socioculturels qui freinent la détection du virus : la défiance des populations par rapport aux messages de santé publique et leur crainte de fréquenter les structures de soins, les rites locaux (funéraires notamment), ou encore la difficulté à isoler les gens et à les empêcher de circuler. Certains vols à destination de la région sont suspendus, compliquant l'acheminement de l'aide médicale,.
Le 21 mars 2014, soit trois mois après l'apparition des premiers cas en Guinée forestière, le laboratoire d'analyses de Lyon confirme pour la première fois que la maladie qui sévit en Afrique de l'Ouest est la fièvre Ebola, de souche Zaïre. L'organisation Médecins sans frontières (MSF), présente à Guéckédou depuis 2010 dans le cadre d'un projet humanitaire de lutte contre le paludisme, met en place avec les autorités locales une structure d’isolement à Guéckédou, puis à Macenta dès les jours suivants, et entame les recherches des personnes ayant pu être en contact avec des malades déjà identifiés. MSF achemine par avion avec l'aide de l'Unicef près de quarante tonnes de matériel médical tels que des médicaments, des gants, des nattes plastiques, des couvertures, des protège-nez, des solutions de réhydratation orales et intraveineuses pour traiter les malades et protéger le personnel médical,. L'ONG ALIMA intervient également dès 2014 en Guinée où elle construit un centre de traitement Ebola à Nzérékoré par l'intermédiaire du Programme Alimentaire Mondial. La Croix-Rouge guinéenne met également en place des mesures d’atténuation afin de contenir la maladie et de l’empêcher de se propager. En août, la Sierra Leone et le Liberia déploient leur armée pour contenir la propagation du virus et stopper des mouvements de panique parmi les populations. Le 7 août, le Libéria décrète un état d'urgence de trois mois face à la progression de l'épidémie. L'OMS annonce prévoir à terme plus de 20 000 cas de contaminations. À l'initiative de MSF Suisse, les internautes sont invités à collaborer à l'action humanitaire en aidant, via la communauté OpenStreetMap, à la création de cartes géographiques détaillées des zones touchées par l'épidémie,. Le 6 septembre, le gouvernement sierraléonais annonce que sa population sera confinée à domicile du 19 au 21 septembre pour lutter contre l'épidémie qui ne cesse de progresser.

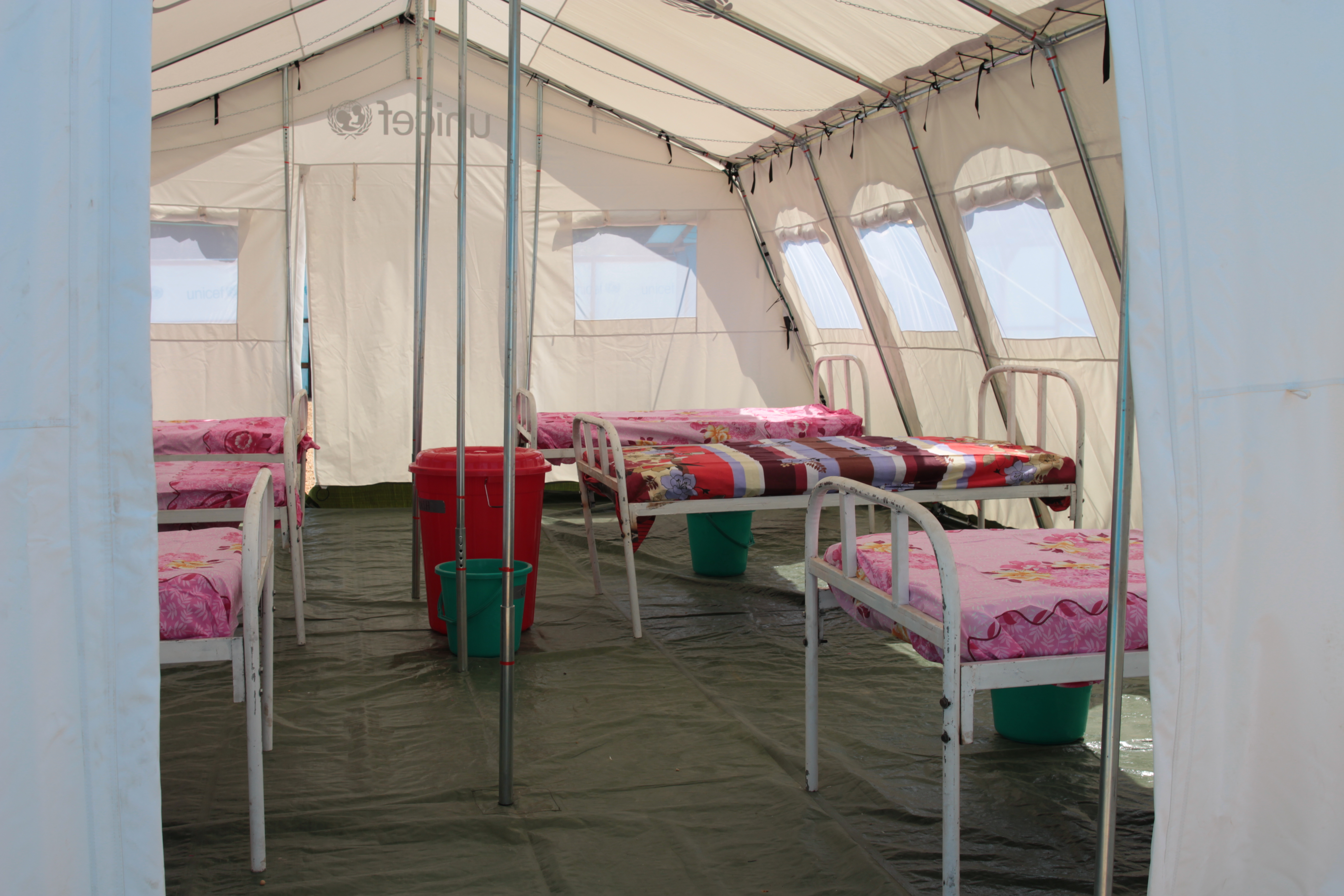
Structure de soins temporaire installée par l'UNICEF (janvier 2015).

Au début du mois de septembre, Cuba annonce l'envoi en Sierra Leone de soixante-deux médecins et cent-trois infirmiers. Selon la directrice générale de l'OMS, Margaret Chan, il s'agit de la plus importante contribution d'experts de la santé par un État depuis le début de l'épidémie. Le 26 septembre, l'ONU annonce l'envoi en Afrique de l'Ouest de 5 hélicoptères et de 470 véhicules tout-terrain afin d'atteindre certaines communautés isolées. Le 15 octobre, le responsable de la mission des Nations unies chargée de coordonner la réponse d'urgence au virus Ebola (UNMEER) se montre pessimiste : « l'épidémie va plus vite que nous et elle est en train de gagner la course. Si nous ne stoppons pas Ebola, nous aurons à affronter une situation sans précédent et pour laquelle nous n'avons pas prévu de plan ». Ce même jour, le président des États-Unis, Barack Obama, s'alarme de la propagation du virus Ebola et annule la majeure partie de ses déplacements pour se consacrer à la prévention contre le virus. Selon l'UNICEF, à ce jour, cette épidémie est la plus meurtrière et la plus largement étendue jamais documentée. Le 16 octobre, l'OMS annonce que quinze pays africains proches de la zone la plus touchée par le virus vont bénéficier d'une aide accrue pour prévenir la propagation de l'épidémie. Le 17 octobre, la Communauté d'Afrique de l'Est annonce l'envoi dans la région de plus de 600 professionnels de santé, dont 41 médecins. Le 17 novembre, le Mali place 577 personnes sous surveillance sanitaire pour enrayer la propagation de l'épidémie. Début décembre, les Hôpitaux universitaires de Genève annoncent que les 34 premiers volontaires participant à un essai clinique du vaccin expérimental canadien contre le virus Ebola ont bien toléré l'injection.
Le 29 janvier 2015, l'ONU annonce que l'épidémie « ralentit mais n'est pas encore endiguée ». Les 27 et 29 mars, l'ensemble de la population sierra-léonaise est confinée à domicile afin de lutter contre l'épidémie.

### Fin des soins
Le 9 mai 2015, l'OMS annonce que l'épidémie est terminée au Liberia, où aucun nouveau cas n'a été détecte depuis 42 jours. Néanmoins, le 30 juin 2015, sept semaines après l'annonce officielle de l'éradication du virus au Liberia, la mort d'un adolescent porteur du virus est recensée dans le pays. Cinq mois plus tard, le 23 novembre 2015, un autre adolescent meurt du virus, tandis que la cellule libérienne annonce que deux autres membres de sa famille sont également sous observation au centre de traitement ELWA 2 de Monrovia. Le 29 décembre 2015, l'OMS annonce la fin de l'épidémie sur le territoire guinéen.

### Exposition du personnel soignant
L'OMS avance plusieurs facteurs pour expliquer la « proportion élevée » de personnels médicaux infectés en Afrique, citant la pénurie d'équipements de protection individuel (masques et gants) et leur mauvaise utilisation, le nombre largement insuffisant de médecins et leur surcharge de travail qui induit qu'ils sont plus enclins à faire des erreurs. Selon les services de santé sierraléonais, le 11 août 2014, près de 10 % des victimes d'Ebola du pays — soit trente-deux personnes — sont des infirmières. Au total, plus de deux cent quarante membres du personnel de santé sont infectés par le virus Ebola, parmi lesquels au moins cent vingt sont morts en Afrique de l'Ouest, selon des chiffres de l'OMS du 26 août 2014.
Le personnel soignant est confronté au stress de la mort, à la compassion pour la souffrance des patients, à la chaleur et à l'humidité dues aux combinaisons de protection, à l'hostilité, et à l'incompréhension, de la population. Ils sont donc souvent relayés et manquent d'expérience. En avril 2014, des membres de MSF Belgique sont molestés par la population, ce qui entraîne l´interruption des activités de lutte contre l'épidémie.[réf. nécessaire]
Le 16 août 2014, un centre de traitement de patients malades d'Ebola est attaqué et pillé à Monrovia au Liberia. Outre la fuite de patients contaminés, de la literie et des matelas tachés de sang sont volés ainsi que du matériel médical, posant un risque sérieux d'infection selon les autorités. Un cas de vol d'échantillon du virus ayant eu lieu le 24 novembre 2014 est rapporté en Guinée. Le 14 septembre 2014, un quatrième médecin décède des suites du virus en Sierra Leone. Depuis juillet 2014, Sheik Umar Khan, le seul virologue du pays ainsi qu'une cinquantaine d'infirmières avaient déjà succombé à l'épidémie. Le 17 septembre 2014, un communiqué indique qu'une volontaire française, membre de MSF, est contaminée à Monrovia ; cette dernière est rapatriée deux jours plus tard, le 19 septembre 2014, par vol spécial et traitée en chambre de confinement à l'hôpital Bégin, à Saint-Mandé, près de Paris. La France a autorisé par arrêté ministériel à administrer trois médicaments expérimentaux, en particulier l'antiviral Avigan (favipiravir) produit par la firme japonaise Toyama Chemical (filiale de FujiFilm), conçu à l'origine contre des virus de la grippe,. Le 2 novembre 2014, un deuxième patient, employé par une agence des Nations unies, contaminé en Sierra Leone, est pris en charge par l'hôpital Bégin. Les deux patients sont sortis guéris de l'hôpital,. À la date du 23 octobre 2014, sur plus de 480 signalements en France, 44 % de ces signalements proviennent de personnes originaires de Guinée, répartis pour 40 % en Île-de-France, pour 13 % dans le Nord-Pas-de-Calais, pour 10 % en Pays de la Loire et pour 10 % en Midi-Pyrénées.
Le 6 octobre 2014, on apprend qu'une infirmière ayant soigné un malade d'Ebola rapatrié en Espagne a été à son tour contaminée. Fiévreuse dès le 30 septembre, elle n'aurait consulté que cinq jours plus tard à son retour de congés. La Commission européenne réclame alors au ministère de la santé espagnol « des éclaircissements » sur les causes de cette contamination en milieu hospitalier. Le 12 octobre 2014, les autorités annoncent qu'une aide-soignante de l’hôpital Texas Health Presbyterian de Dallas, qui avait soigné le patient libérien malade d'Ebola, a également contracté le virus. Un syndicat d'infirmiers français estime qu'ils ne sont pas assez informés des précautions à prendre lors de la prise en charge de malades d'Ebola, et craignent de voir apparaître des cas de contamination comme aux États-Unis et en Espagne. Le 7 décembre 2014, un dixième médecin décède du virus en Sierra Leone. Le 11 décembre 2014, le personnel soignant luttant contre Ebola est désigné « personnalité de l'année » selon Time Magazine. Le 19 décembre 2014, à la veille de l’arrivée en Guinée du secrétaire général de l’ONU Ban Ki-moon, des centaines de jeunes Guinéens s'opposent violemment à l'installation d'un centre MSF anti-Ebola dans le sud du pays, craignant une contamination de leur quartier.
Le 19 janvier 2015, un Centre de traitement des soignants (CTS) est inauguré à Conakry. Conçu et mis en œuvre par le Service de santé des armées (SSA) français, il est destiné à prendre en charge tous les soignants touchés par le virus en Afrique de l'Ouest. Le CTS est le seul centre de traitement où chaque patient est installé en chambre individuelle à usage unique.

### Traitements expérimentaux
Fin août 2014, un médecin et une aide-soignante américains rapatriés aux États-Unis sont mis sous traitement ZMapp, un médicament expérimental composé de trois anticorps monoclonaux, et guérissent complètement. Le 25 août 2014, un médecin libérien traité au ZMapp décède des suites de la maladie. Le 30 septembre 2014, on apprend qu'un médecin libérien a testé sur ses patients, sans protocole, de la lamivudine (ou 3TC), un antirétroviral habituellement délivré pour soigner les personnes porteuses du VIH, le virus du sida. Sur les quinze patients ayant reçu l’antirétroviral, douze ont survécu. Ils avaient pris le médicament entre le premier et le cinquième jour ayant suivi l’apparition des premiers symptômes. Les deux autres malades, qui ont succombé à la maladie, l’avaient reçu entre le huitième et dixième jour. Selon le professeur Jean-François Delfraissy, directeur de l'Agence nationale de recherches sur le sida et les hépatites virales (ANRS), cet essai médical spontané est « compréhensible ». Il ajoute qu'il « ne faut pas donner de faux espoirs […] mais dans la situation où nous sommes, face à une maladie orpheline de traitement, je peux comprendre le geste de ce médecin libérien ». Il reconnaît d'ailleurs que les résultats de ce test sont « inattendus mais pas complètement aberrants », précisant que ses équipes ont commencé à travailler, en laboratoire, sur les hypothèses émises par ce médecin.
À partir du 20 octobre 2014, le Canada livre à l'OMS 800 doses d'un « vaccin expérimental contre le virus Ebola » dont les modalités de distribution et d'utilisation seront sous la responsabilité de l'OMS. Le 13 novembre 2014, Médecins sans frontières et ALIMA annoncent qu'elles s'apprêtent à commencer les premiers essais de trois traitements cliniques de la fièvre hémorragique Ebola dans trois centres au Liberia et en Guinée.

## Réactions

### Populations

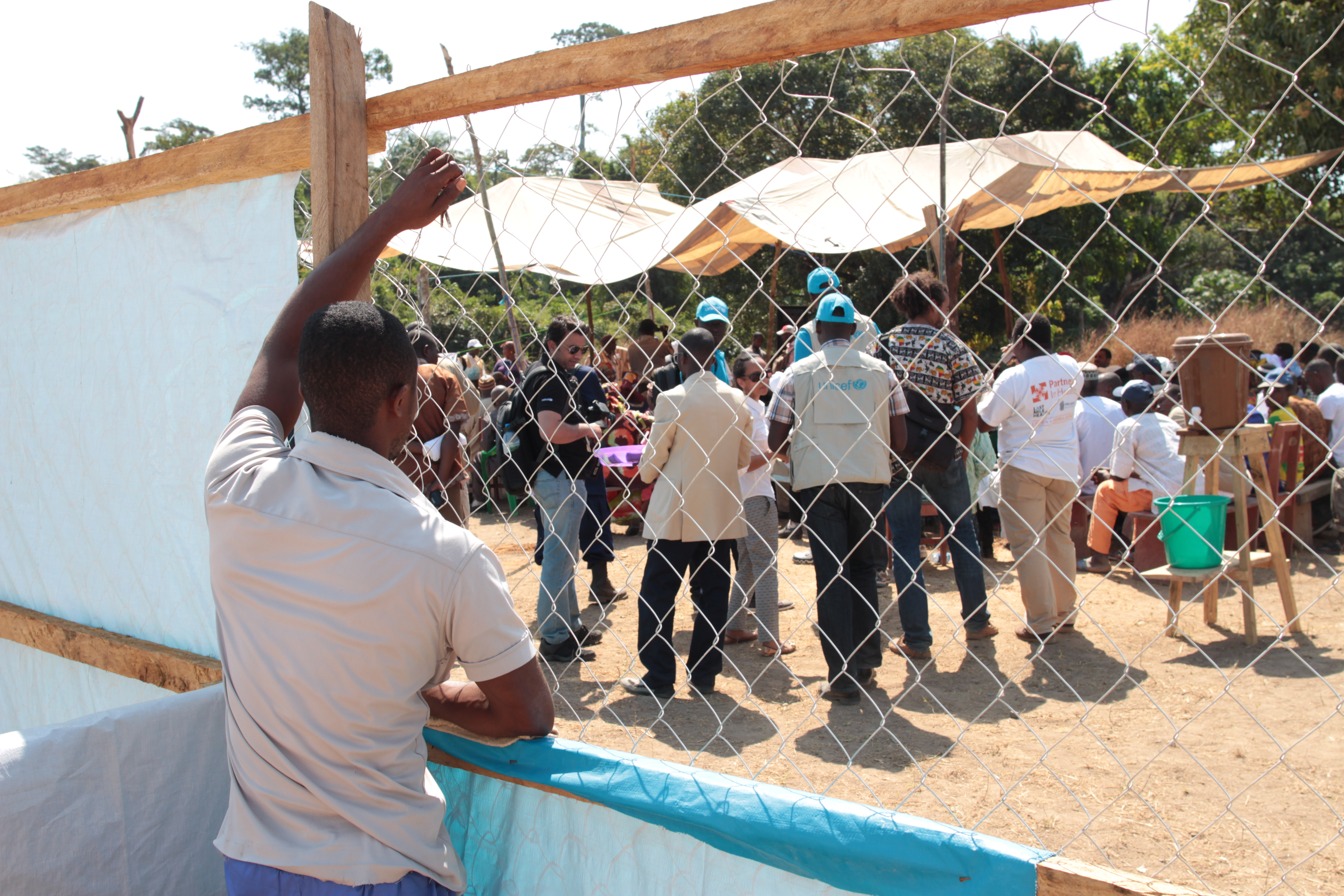
Campagne de promotion de l'hygiène en 2015.

Dans certaines régions, la communication officielle a pu être mal comprise par la population ou interprétée comme prolongeant un discours post-colonial, en désignant par exemple la consommation de viande de brousse comme source de contamination. Similairement des autorités ou des ONG ont pu être perçues comme soutenant un « discours dominant » qui « porte en germe la stigmatisation de certaines communautés, victimes de mépris ou de préjugés culturels que les messages officiels visant à prévenir la propagation de la maladie ne font que renforcer ». Ce discours invite les populations locales à s'éloigner de la forêt, qui est pourtant localement une ressource, médicamenteuse notamment. Les communautés locales savent aussi que les hôpitaux manquent d'infirmiers et médecins et ce fait a pu motiver certains refus de laisser hospitaliser des membres de la famille.
Il n'y a pas eu que des réactions de déni ou défiance ; le courage et l'héroïsme ont aussi été les « maîtres mots de la crise de l'Ebola. Les héros sont les travailleurs de la santé en première ligne dont 400 ont contracté la maladie et 227 sont morts. En dépit de leur bravoure et de leur sacrifice, cependant, le scepticisme et la bureaucratie ont ralenti l'organisation de la réponse à l'épidémie, laissant celle-ci devenir rapidement hors de contrôle,. »

### Réactions internationales
Le 14 mars 2014, l'ambassadeur australien en Chine révèle un don d'un million de dollars américains à l'Organisation mondiale de la santé (OMS), afin de lutter contre la propagation d'Ebola. Le 17 septembre 2014, l'Australie annonce qu'elle donnera 7 millions de dollars australiens supplémentaires pour aider à la réponse internationale à l'épidémie d'Ebola en Afrique de l'Ouest, ce qui porte le total de son engagements à 8 millions de dollars australiens. Les fonds seront répartis entre le soutien à la réponse du gouvernement britannique, l'Organisation mondiale de la Santé et Médecins Sans Frontières. Cependant MSF déclare que ce qui est nécessaire est plutôt un déploiement de moyens civils et militaires.
Le 24 mars 2014, l'ambassade de France au Libéria conseille aux Français de ne pas se rendre dans les zones touchées en Guinée et au nord du Libéria proches de la frontière entre les deux pays. Au début du mois d'avril 2014, le Maroc renforce la surveillance médicale à l'aéroport de Casablanca, qui reçoit les vols en provenance d'Afrique de l'Ouest,. Au début du mois d'août 2014, le ministre libérien de l'intérieur, Morris Dukuly, annonce le décès d'un Libérien, qu'il annonce contaminé par Ebola, mais le ministère marocain de la Santé explique que la personne serait décédée d'une crise cardiaque.
En août 2014, l'Algérie décide de prendre des mesures exceptionnelles pour se prévenir de la propagation de l’épidémie. Les aéroports et les postes d’entrée terrestres pour les wilayas du Sud font l’objet d’un suivi particulier. Ainsi, les listes de passagers sont conservées afin de détecter le foyer exact du virus si un cas devait être déclaré. Le gouvernement kényan, quant à lui, refuse l'entrée au pays de personnes en provenance ou ayant voyagé dans les pays concernés par Ebola. Le 12 août 2014, l'Agence de la santé publique du Canada (ASPC) annonce un don de 800 à 1 000 doses d'un traitement (vaccin) expérimental (VSV-EBOV) à l'OMS. Le montant de la contribution du Canada à la lutte contre Ebola en Afrique de l'Ouest est estimée à 5 195 000 CAD. Ce coût inclut globalement les interventions sécuritaires et humanitaires. De même pour GlaxoSmithKline qui a en mai 2013 acheté un projet de vaccin à une start-up du domaine des biotechnologies (Okairos), mais les délais nécessaires aux essais et à la mise en production ne rendront ces vaccins disponibles (s'ils sont efficaces) qu'au début 2015. Le 21 août 2014, l'Afrique du Sud annonce refuser d'accueillir tout voyageur en provenance des pays ouest-africains touchés par Ebola. À partir d'août 2014, le Qatar refuse l'importation d'animaux, de nourriture et de viandes en provenance de Guinée, du Liberia, de la Sierra Leone et du Nigeria, pour éviter toute propagation d'Ebola et le Sri Lanka refuse l'accès de voyageurs en provenance de Guinée, du Liberia, du Nigeria et de Sierra Leone. Le Premier ministre tchadien, Kalzeubé Payimi Deubet, annonce la fermeture des frontières avec le Nigeria afin d'éviter toute propagation dans le pays. Il ajoute qu'il risque d'y avoir une incidence économique au Tchad, mais que ces restrictions s'avèrent nécessaires.
Un avion chinois transportant pour 30 millions de yuans (3,9 millions d'euros) d'aide arrive jusqu'en Guinée, en Sierra Leone et au Liberia le 11 août 2014,. Ces aides incluent des protections médicales, des désinfectants, des thermodétecteurs et des médicaments. La Chine déploie également sur place trois équipes d'experts,. Certaines sociétés chinoises basées en Afrique de l'Ouest se joignent également aux aides. China Kingho Group (en), une société basée en Sierra Leone, donne au pays l'équivalent de 90 000 dollars américains au gouvernement et à sa population. Le président chinois, Xi Jinping, appelle à une assistance médicale plus importante dans les pays africains touchés.
Le 10 octobre 2014, le Maroc se voit refuser sa demande de report de la Coupe d'Afrique des nations qu'il doit accueillir en janvier 2015. Le 14 octobre 2014, Mark Zuckerberg et sa femme Priscilla Chan font un don de 25 millions de dollars aux Centres pour le contrôle et la prévention des maladies (CDC) pour les aider à combattre Ebola. Le même jour, Barack Obama, François Hollande, Angela Merkel, Matteo Renzi et David Cameron qualifient le virus Ebola de « plus grave urgence sanitaire de ces dernières années ».

## Conséquences

### Conséquences économiques

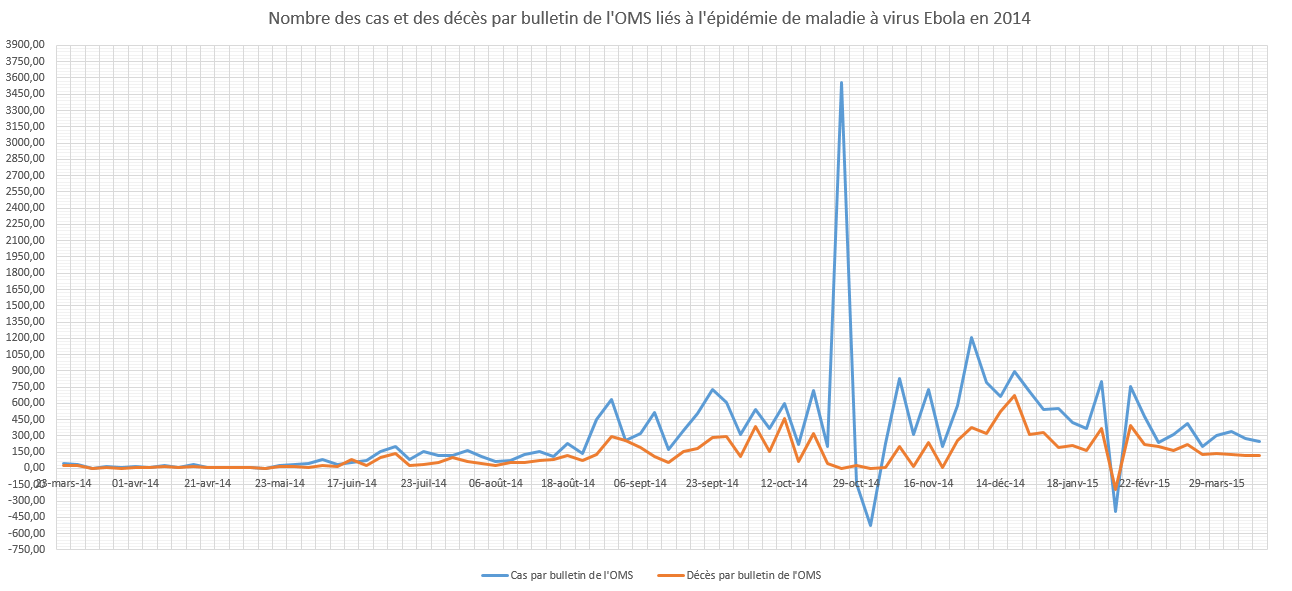
Nombre de cas et de décès par bulletin de l'OMS.

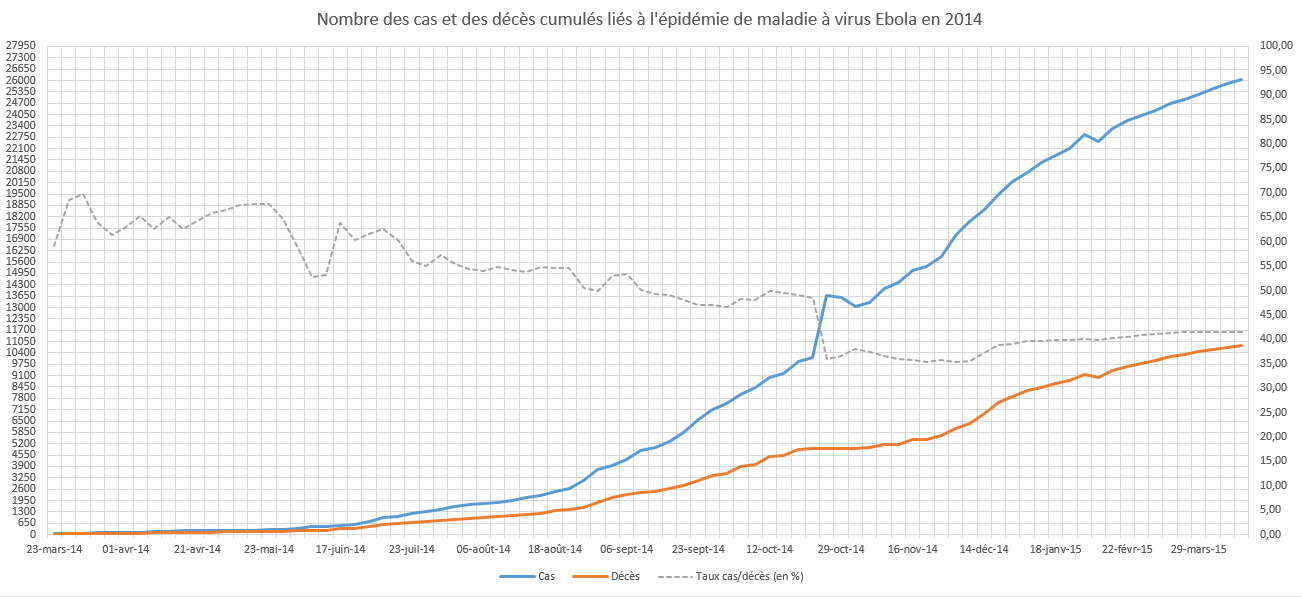
Nombre de cas et de décès cumulés liés à l'épidémie de maladie à virus Ébola

Le 26 août 2014, la Banque africaine de développement estime que l'épidémie d'Ebola pourrait coûter entre 1 et 1,5 point de PIB au Liberia, à la Sierra Leone et à la Guinée, précisant qu'il s'agit de « pays qui commençaient à se remettre difficilement des années de crise, des guerres civiles des années 1960, 80 et 90 ». Le 17 septembre 2014, dans un rapport, la Banque mondiale met en garde contre l'impact économique « catastrophique » que l'épidémie pourrait avoir au Liberia, en Sierra Leone et en Guinée, en raison principalement d'un « facteur peur » lié au virus, qui paralyse l'activité. Selon les calculs de la Banque mondiale, le produit intérieur brut cumulé du Liberia, de Guinée et de la Sierra Leone pourrait être amputé de 359 millions de dollars en 2014 et de 809 millions en 2015 si l'épidémie n'est pas contenue. La croissance économique chuterait alors l'année suivante de 11,7 points au Liberia et de 8,9 points en Sierra Leone, au risque de faire plonger ces deux pays pauvres en récession.
Le 12 janvier 2015, la Banque mondiale chiffre à 32,6 milliards de dollars d’ici à la fin 2015 les pertes économiques sur deux ans pour les trois pays les plus touchés (Guinée, Sierra Leone, Liberia).

### Insécurité alimentaire
Le 17 décembre 2014, la FAO et le PAM diffusent un rapport quant aux effets de l'épidémie sur la sécurité alimentaire en Guinée, au Libéria et en Sierra Leone. Il indique que « l'impact de l'épidémie d'Ebola est potentiellement dévastateur dans ces trois pays qui sont déjà aux prises avec l'insécurité alimentaire chronique et la précarité. » L'insécurité alimentaire pourrait ainsi toucher près d'un million de personnes d'ici à mars 2015, à cause de la désorganisation des « systèmes de production alimentaire ».

## Nombre de cas et décès recensés
Le premier bilan effectué par l'OMS date du 23 mars 2014. Le 22 octobre 2014, l'Organisation mondiale de la santé (OMS) annonce que l'épidémie a déjà dépassé les 5 000 morts, puis 7 000 au 3 décembre 2014. En mai 2016, certains épidémiologistes spécialistes de l'OMS indiquent qu'il y eut lors de l'épidémie au moins 30 000 morts concentrés sur 3 pays : Guinée, Liberia et Sierra Leone. Il y a des marges d'erreurs, ou des informations non communiquées, car en zones rurales les données de la maladie sont plus difficiles à obtenir, d'autant plus que de nombreuses régions étaient hostiles à recevoir des médecins et équipes médicales de l'OMS, d'autant plus que cette épidémie entraine de nombreux tabous : par exemple, de nombreux malades guéris doivent se cacher, ou sont rejetés par la société. Plutôt que 11 310 morts, les morts sont plus probablement à évaluer entre 15 000 et 20 000 au total (entre mars 2014 et mai 2016)[réf. nécessaire].
Le tableau ci-dessous recense les cas confirmés, probables et suspectés ainsi que les décès confirmés, probables et suspectés liés à Ebola :
| Date du recensement | Cas    | Décès  | Guinée (cas / décès) | Liberia (cas / décès) | Sierra Leone (cas / décès) | Nigeria (cas / décès) | Sénégal (cas / décès) | États-Unis (cas / décès) | Espagne (cas / décès) | Mali (cas / décès) | Royaume-Uni (cas / décès) | Italie (cas / décès) |
| ------------------- | ------ | ------ | -------------------- | --------------------- | -------------------------- | --------------------- | --------------------- | ------------------------ | --------------------- | ------------------ | ------------------------- | -------------------- |
| 18 octobre 2015     | 28 512 | 11 313 | 3 803 / 2 535        | 10 672 / 4 808        | 14 001 / 3 955             | 20 / 8                | 1 / 0                 | 4 / 1                    | 1 / 0                 | 8 / 6              | 1 / 0                     | 1 / 0                |
| 4 octobre 2015      | 28 457 | 11 312 | 3 804 / 2 534        | 10 672 / 4 808        | 13 945 / 3 955             | 20 / 8                | 1 / 0                 | 4 / 1                    | 1 / 0                 | 8 / 6              | 1 / 0                     | 1 / 0                |
| 27 septembre 2015   | 28 424 | 11 311 | 3 805 / 2 533        | 10 672 / 4 808        | 13 911 / 3 955             | 20 / 8                | 1 / 0                 | 4 / 1                    | 1 / 0                 | 8 / 6              | 1 / 0                     | 1 / 0                |
| 20 septembre 2015   | 28 331 | 11 310 | 3 800 / 2 532        | 10 672 / 4 808        | 13 823 / 3 955             | 20 / 8                | 1 / 0                 | 4 / 1                    | 1 / 0                 | 8 / 6              | 1 / 0                     | 1 / 0                |
| 6 septembre 2015    | 28 183 | 11 306 | 3 792 / 2 530        | 10 672 / 4 808        | 13 683 / 3 953             | 20 / 8                | 1 / 0                 | 4 / 1                    | 1 / 0                 | 8 / 6              | 1 / 0                     | 1 / 0                |
| 30 août 2015        | 28 109 | 11 305 | 3 792 / 2 529        | 10 672 / 4 808        | 13 609 / 3 953             | 20 / 8                | 1 / 0                 | 4 / 1                    | 1 / 0                 | 8 / 6              | 1 / 0                     | 1 / 0                |
| 23 août 2015        | 28 041 | 11 302 | 3 792 / 2 527        | 10 672 / 4 808        | 13 541 / 3 952             | 20 / 8                | 1 / 0                 | 4 / 1                    | 1 / 0                 | 8 / 6              | 1 / 0                     | 1 / 0                |
| 16 août 2015        | 27 988 | 11 299 | 3 786 / 2 524        | 10 672 / 4 808        | 13 494 / 3 952             | 20 / 8                | 1 / 0                 | 4 / 1                    | 1 / 0                 | 8 / 6              | 1 / 0                     | 1 / 0                |
| 9 août 2015         | 27 965 | 11 298 | 3 787 / 2 524        | 10 672 / 4 808        | 13 470 / 3 951             | 20 / 8                | 1 / 0                 | 4 / 1                    | 1 / 0                 | 8 / 6              | 1 / 0                     | 1 / 0                |
| 2 août 2015         | 27 898 | 11 296 | 3 784 / 2 522        | 10 672 / 4 808        | 13 406 / 3 951             | 20 / 8                | 1 / 0                 | 4 / 1                    | 1 / 0                 | 8 / 6              | 1 / 0                     | 1 / 0                |
| 26 juillet 2015     | 27 784 | 11 294 | 3 786 / 2 520        | 10 672 / 4 808        | 13 290 / 3 951             | 20 / 8                | 1 / 0                 | 4 / 1                    | 1 / 0                 | 8 / 6              | 1 / 0                     | 1 / 0                |
| 19 juillet 2015     | 27 741 | 11 284 | 3 783 / 2 512        | 10 672 / 4 808        | 13 250 / 3 949             | 20 / 8                | 1 / 0                 | 4 / 1                    | 1 / 0                 | 8 / 6              | 1 / 0                     | 1 / 0                |
| 12 juillet 2015     | 27 678 | 11 276 | 3 760 / 2 506        | 10 673 / 4 808        | 13 209 / 3 947             | 20 / 8                | 1 / 0                 | 4 / 1                    | 1 / 0                 | 8 / 6              | 1 / 0                     | 1 / 0                |
| 5 juillet 2015      | 27 609 | 11 261 | 3 748 / 2 499        | 10 670 / 4 807        | 13 155 / 3 940             | 20 / 8                | 1 / 0                 | 4 / 1                    | 1 / 0                 | 8 / 6              | 1 / 0                     | 1 / 0                |
| 28 juin 2015        | 27 550 | 11 235 | 3 729 / 2 482        | 10 666 / 4 806        | 13 119 / 3 932             | 20 / 8                | 1 / 0                 | 4 / 1                    | 1 / 0                 | 8 / 6              | 1 / 0                     | 1 / 0                |
| 21 juin 2015        | 27 479 | 11 222 | 3 718 / 2 473        | 10 666 / 4 806        | 13 059 / 3 928             | 20 / 8                | 1 / 0                 | 4 / 1                    | 1 / 0                 | 8 / 6              | 1 / 0                     | 1 / 0                |
| 14 juin 2015        | 27 341 | 11 184 | 3 674 / 2 444        | 10 666 / 4 806        | 12 965 / 3 919             | 20 / 8                | 1 / 0                 | 4 / 1                    | 1 / 0                 | 8 / 6              | 1 / 0                     | 1 / 0                |
| 7 juin 2015         | 27 273 | 11 173 | 3 670 / 2 437        | 10 666 / 4 806        | 12 901 / 3 915             | 20 / 8                | 1 / 0                 | 4 / 1                    | 1 / 0                 | 8 / 6              | 1 / 0                     | 1 / 0                |
| 31 mai 2015         | 27 181 | 11 162 | 3 652 / 2 429        | 10 666 / 4 806        | 12 827 / 3 912             | 20 / 8                | 1 / 0                 | 4 / 1                    | 1 / 0                 | 8 / 6              | 1 / 0                     | 1 / 0                |
| 24 mai 2015         | 27 049 | 11 149 | 3 641 / 2 420        | 10 666 / 4 806        | 12 706 / 3 908             | 20 / 8                | 1 / 0                 | 4 / 1                    | 1 / 0                 | 8 / 6              | 1 / 0                     | 1 / 0                |
| 17 mai 2015         | 26 969 | 11 135 | 3 635 / 2 407        | 10 666 / 4 806        | 12 632 / 3 907             | 20 / 8                | 1 / 0                 | 4 / 1                    | 1 / 0                 | 8 / 6              | 1 / 0                     | 1 / 0                |
| 10 mai 2015         | 26 759 | 11 080 | 3 597 / 2 392        | 10 604 / 4 769        | 12 523 / 3 904             | 20 / 8                | 1 / 0                 | 4 / 1                    | 1 / 0                 | 8 / 6              | 1 / 0                     |                      |
| 3 mai 2015          | 26 628 | 11 020 | 3 589 / 2 386        | 10 564 / 4 716        | 12 440 / 3 903             | 20 / 8                | 1 / 0                 | 4 / 1                    | 1 / 0                 | 8 / 6              | 1 / 0                     |                      |
| 26 avril 2015       | 26 312 | 10 899 | 3 584 / 2 377        | 10 322 / 4 608        | 12 371 / 3 899             | 20 / 8                | 1 / 0                 | 4 / 1                    | 1 / 0                 | 8 / 6              | 1 / 0                     |                      |
| 19 avril 2015       | 26 079 | 10 823 | 3 565 / 2 358        | 10 212 / 4 573        | 12 267 / 3 877             | 20 / 8                | 1 / 0                 | 4 / 1                    | 1 / 0                 | 8 / 6              | 1 / 0                     |                      |
| 12 avril 2015       | 25 826 | 10 704 | 3 548 / 2 346        | 10 042 / 4 486        | 12 201 / 3 857             | 20 / 8                | 1 / 0                 | 4 / 1                    | 1 / 0                 | 8 / 6              | 1 / 0                     |                      |
| 5 avril 2015        | 25 550 | 10 587 | 3 515 / 2 333        | 9 862 / 4 408         | 12 138 / 3 831             | 20 / 8                | 1 / 0                 | 4 / 1                    | 1 / 0                 | 8 / 6              | 1 / 0                     |                      |
| 29 mars 2015        | 25 213 | 10 460 | 3 492 / 2 314        | 9 712 / 4 332         | 11 974 / 3 799             | 20 / 8                | 1 / 0                 | 4 / 1                    | 1 / 0                 | 8 / 6              | 1 / 0                     |                      |
| 22 mars 2015        | 24 907 | 10 326 | 3 429 / 2 263        | 9 602 / 4 301         | 11 841 / 3 747             | 20 / 8                | 1 / 0                 | 4 / 1                    | 1 / 0                 | 8 / 6              | 1 / 0                     |                      |
| 15 mars 2015        | 24 701 | 10 194 | 3 389 / 2 224        | 9 526 / 4 264         | 11 751 / 3 691             | 20 / 8                | 1 / 0                 | 4 / 1                    | 1 / 0                 | 8 / 6              | 1 / 0                     |                      |
| 8 mars 2015         | 24 282 | 9 976  | 3 285 / 2 170        | 9 343 / 4 162         | 11 619 / 3 629             | 20 / 8                | 1 / 0                 | 4 / 1                    | 1 / 0                 | 8 / 6              | 1 / 0                     |                      |
| 1er mars 2015       | 23 969 | 9 807  | 3 219 / 2 129        | 9 249 / 4 117         | 11 466 / 3 546             | 20 / 8                | 1 / 0                 | 4 / 1                    | 1 / 0                 | 8 / 6              | 1 / 0                     |                      |
| 22 février 2015     | 23 729 | 9 604  | 3 155 / 2 091        | 9 238 / 4 037         | 11 301 / 3 461             | 20 / 8                | 1 / 0                 | 4 / 1                    | 1 / 0                 | 8 / 6              | 1 / 0                     |                      |
| 15 février 2015     | 23 253 | 9 380  | 3 108 / 2 057        | 9 007 / 3 900         | 11 103 / 3 408             | 20 / 8                | 1 / 0                 | 4 / 1                    | 1 / 0                 | 8 / 6              | 1 / 0                     |                      |
| 8 février 2015      | 22 894 | 9 177  | 3 044 / 1 995        | 8 881 / 3 826         | 10 934 / 3 341             | 20 / 8                | 1 / 0                 | 4 / 1                    | 1 / 0                 | 8 / 6              | 1 / 0                     |                      |
| 1er février 2015    | 22 495 | 8 981  | 2 975 / 1 944        | 8 745 / 3 746         | 10 740 / 3 276             | 20 / 8                | 1 / 0                 | 4 / 1                    | 1 / 0                 | 8 / 6              | 1 / 0                     |                      |
| 25 janvier 2015     | 22 092 | 8 810  | 2 917 / 1 910        | 8 622 / 3 686         | 10 518 / 3 199             | 20 / 8                | 1 / 0                 | 4 / 1                    | 1 / 0                 | 8 / 6              | 1 / 0                     |                      |
| 18 janvier 2015     | 21 724 | 8 641  | 2 871 / 1 876        | 8 478 / 3 605         | 10 340 / 3 145             | 20 / 8                | 1 / 0                 | 4 / 1                    | 1 / 0                 | 8 / 6              | 1 / 0                     |                      |
| 11 janvier 2015     | 21 296 | 8 429  | 2 806 / 1 814        | 8 331 / 3 538         | 10 124 / 3 062             | 20 / 8                | 1 / 0                 | 4 / 1                    | 1 / 0                 | 8 / 6              | 1 / 0                     |                      |
| 4 janvier 2015      | 20 747 | 8 235  | 2 775 / 1 781        | 8 157 / 3 496         | 9 780 / 2 943              | 20 / 8                | 1 / 0                 | 4 / 1                    | 1 / 0                 | 8 / 6              | 1 / 0                     |                      |
| 28 décembre 2014    | 20 206 | 7 905  | 2 707 / 1 708        | 8 018 / 3 423         | 9 446 / 2 758              | 20 / 8                | 1 / 0                 | 4 / 1                    | 1 / 0                 | 8 / 6              | 1 / 0                     |                      |
| 21 décembre 2014    | 19 497 | 7 588  | 2 597 / 1 607        | 7 862 / 3 384         | 9 004 / 2 582              | 20 / 8                | 1 / 0                 | 4 / 1                    | 1 / 0                 | 8 / 6              |                           |                      |
| 14 décembre 2014    | 18 603 | 6 915  | 2 416 / 1 525        | 7 797 / 3 290         | 8 356 / 2 085              | 20 / 8                | 1 / 0                 | 4 / 1                    | 1 / 0                 | 8 / 6              |                           |                      |
| 7 décembre 2014     | 17 942 | 6 388  | 2 292 / 1 428        | 7 719 / 3 177         | 7 897 / 1 768              | 20 / 8                | 1 / 0                 | 4 / 1                    | 1 / 0                 | 8 / 6              |                           |                      |
| 30 novembre 2014    | 17 145 | 6 070  | 2 164 / 1 327        | 7 635 / 3 145         | 7 312 / 1 583              | 20 / 8                | 1 / 0                 | 4 / 1                    | 1 / 0                 | 8 / 6              |                           |                      |
| 23 novembre 2014    | 15 935 | 5 689  | 2 134 / 1 260        | 7 168 / 3 016         | 6 599 / 1 398              | 20 / 8                | 1 / 0                 | 4 / 1                    | 1 / 0                 | 8 / 6              |                           |                      |
| 18 novembre 2014    | 15 351 | 5 459  | 2 047 / 1 214        | 7 082 / 2 963         | 6 190 / 1 267              | 20 / 8                | 1 / 0                 | 4 / 1                    | 1 / 0                 | 6 / 6              |                           |                      |
| 16 novembre 2014    | 15 145 | 5 420  | 1 971 / 1 192        | 7 069 / 2 964         | 6 073 / 1 250              | 20 / 8                | 1 / 0                 | 4 / 1                    | 1 / 0                 | 6 / 5              |                           |                      |
| 11 novembre 2014    | 14 413 | 5 177  | 1 919 / 1 166        | 6 878 / 2 812         | 5 586 / 1 187              | 20 / 8                | 1 / 0                 | 4 / 1                    | 1 / 0                 | 4 / 4              |                           |                      |
| 9 novembre 2014     | 14 098 | 5 160  | 1 878 / 1 142        | 6 822 / 2 836         | 5 368 / 1 169              | 20 / 8                | 1 / 0                 | 4 / 1                    | 1 / 0                 | 4 / 4              |                           |                      |
| 4 novembre 2014     | 13 268 | 4 960  | 1 760 / 1 054        | 6 619 / 2 766         | 4 862 / 1 130              | 20 / 8                | 1 / 0                 | 4 / 1                    | 1 / 0                 | 1 / 1              |                           |                      |
| 2 novembre 2014     | 13 042 | 4 818  | 1 731 / 1 041        | 6 525 / 2 697         | 4 759 / 1 070              | 20 / 8                | 1 / 0                 | 4 / 1                    | 1 / 0                 | 1 / 1              |                           |                      |
| 29 octobre 2014     | 13 567 | 4 951  | 1 667 / 1 018        | 6 535 / 2 413         | 5 338 / 1 510              | 20 / 8                | 1 / 0                 | 4 / 1                    | 1 / 0                 | 1 / 1              |                           |                      |
| 27 octobre 2014     | 13 703 | 4 922  | 1 906 / 997          | 6 535 / 2 413         | 5 235 / 1 500              | 20 / 8                | 1 / 0                 | 4 / 1                    | 1 / 0                 | 1 / 1              |                           |                      |
| 23 octobre 2014     | 10 141 | 4 922  | 1 553 / 926          | 4 665 / 2 705         | 3 896 / 1 281              | 20 / 8                | 1 / 0                 | 4 / 1                    | 1 / 0                 | 1 / 1              |                           |                      |
| 19 octobre 2014     | 9 936  | 4 877  | 1 540 / 904          | 4 665 / 2 705         | 3 706 / 1 259              | 20 / 8                | 1 / 0                 | 3 / 1                    | 1 / 0                 |                    |                           |                      |
| 14 octobre 2014     | 9 216  | 4 555  | 1 519 / 862          | 4 262 / 2 484         | 3 410 / 1 200              | 20 / 8                | 1 / 0                 | 3 / 1                    | 1 / 0                 |                    |                           |                      |
| 12 octobre 2014     | 8 997  | 4 493  | 1 472 / 843          | 4 249 / 2 458         | 3 252 / 1 183              | 20 / 8                | 1 / 0                 | 2 / 1                    | 1 / 0                 |                    |                           |                      |
| 8 octobre 2014      | 8 399  | 4 033  | 1 350 / 778          | 4 076 / 2 316         | 2 950 / 930                | 20 / 8                | 1 / 0                 | 1 / 1                    | 1 / 0                 |                    |                           |                      |
| 5 octobre 2014      | 8 033  | 3 879  | 1 298 / 768          | 3 924 / 2 210         | 2 789 / 879                | 20 / 8                | 1 / 0                 | 1 / 0                    |                       |                    |                           |                      |
| 1er octobre 2014    | 7 492  | 3 439  | 1 199 / 739          | 3 834 / 2 069         | 2 437 / 623                | 20 / 8                | 1 / 0                 | 1 / 0                    |                       |                    |                           |                      |
| 28 septembre 2014   | 7 178  | 3 338  | 1 157 / 710          | 3 696 / 1 998         | 2 304 / 622                | 20 / 8                | 1 / 0                 | 1 / 0                    |                       |                    |                           |                      |
| 23 septembre 2014   | 6 574  | 3 091  | 1 074 / 648          | 3 458 / 1 830         | 2 021 / 605                | 20 / 8                | 1 / 0                 |                          |                       |                    |                           |                      |
| 20 septembre 2014   | 5 843  | 2 803  | 1 008 / 632          | 3 022 / 1 578         | 1 813 / 593                | 20 / 8                | 1 / 0                 |                          |                       |                    |                           |                      |
| 14 septembre 2014   | 5 335  | 2 622  | 942 / 601            | 2 701 / 1 459         | 1 673 / 562                | 21 / 8                | 1 / 0                 |                          |                       |                    |                           |                      |
| 13 septembre 2014   | 4 985  | 2 461  | 936 / 595            | 2 407 / 1 296         | 1 620 / 562                | 21 / 8                | 1 / 0                 |                          |                       |                    |                           |                      |
| 10 septembre 2014   | 4 806  | 2 408  | 899 / 568            | 2 407 / 1 296         | 1 478 / 536                | 21 / 8                | 1 / 0                 |                          |                       |                    |                           |                      |
| 6 septembre 2014    | 4 293  | 2 296  | 862 / 555            | 2 046 / 1 224         | 1 361 / 509                | 21 / 8                | 1 / 0                 |                          |                       |                    |                           |                      |
| 5 septembre 2014    | 3 967  | 2 105  | 812 / 517            | 1 871 / 1 089         | 1 261 / 491                | 22 / 8                | 1 / 0                 |                          |                       |                    |                           |                      |
| 31 août 2014        | 3 707  | 1 848  | 771 / 494            | 1 698 / 871           | 1 216 / 476                | 21 / 7                | 1 / 0                 |                          |                       |                    |                           |                      |
| 26 août 2014        | 3 069  | 1 552  | 648 / 430            | 1 378 / 694           | 1 026 / 422                | 17 / 6                | 1 / 0                 |                          |                       |                    |                           |                      |
| 20 août 2014        | 2 615  | 1 427  | 607 / 406            | 1 082 / 624           | 910 / 392                  | 16 / 5                |                       |                          |                       |                    |                           |                      |
| 18 août 2014        | 2 473  | 1 350  | 579 / 396            | 972 / 576             | 907 / 374                  | 15 / 4                |                       |                          |                       |                    |                           |                      |
| 16 août 2014        | 2 240  | 1 229  | 543 / 394            | 834 / 466             | 848 / 365                  | 15 / 4                |                       |                          |                       |                    |                           |                      |
| 13 août 2014        | 2 127  | 1 145  | 519 / 380            | 786 / 413             | 810 / 348                  | 12 / 4                |                       |                          |                       |                    |                           |                      |
| 11 août 2014        | 1 975  | 1 069  | 510 / 377            | 670 / 355             | 783 / 334                  | 12 / 3                |                       |                          |                       |                    |                           |                      |
| 9 août 2014         | 1 848  | 1 013  | 506 / 373            | 599 / 323             | 730 / 315                  | 13 / 2                |                       |                          |                       |                    |                           |                      |
| 6 août 2014         | 1 779  | 961    | 495 / 367            | 554 / 294             | 717 / 298                  | 13 / 2                |                       |                          |                       |                    |                           |                      |
| 4 août 2014         | 1 711  | 932    | 495 / 363            | 516 / 282             | 691 / 286                  | 9 / 1                 |                       |                          |                       |                    |                           |                      |
| 1er août 2014       | 1 603  | 887    | 485 / 358            | 468 / 255             | 656 / 273                  | 4 / 1                 |                       |                          |                       |                    |                           |                      |
| 30 juillet 2014     | 1 440  | 826    | 472 / 346            | 391 / 227             | 574 / 252                  | 3 / 1                 |                       |                          |                       |                    |                           |                      |
| 27 juillet 2014     | 1 323  | 729    | 460 / 339            | 329 / 156             | 533 / 233                  | 1 / 1                 |                       |                          |                       |                    |                           |                      |
| 23 juillet 2014     | 1 201  | 672    | 427 / 319            | 249 / 129             | 525 / 224                  |                       |                       |                          |                       |                    |                           |                      |
| 17 juillet 2014     | 1 048  | 632    | 410 / 310            | 196 / 116             | 442 / 206                  |                       |                       |                          |                       |                    |                           |                      |
| 12 juillet 2014     | 964    | 603    | 406 / 304            | 172 / 105             | 386 / 194                  |                       |                       |                          |                       |                    |                           |                      |
| 2 juillet 2014      | 759    | 467    | 413 / 303            | 107 / 65              | 239 / 99                   |                       |                       |                          |                       |                    |                           |                      |
| 24 juin 2014        | 599    | 362    | 390 / 270            | 51 / 34               | 158 / 58                   |                       |                       |                          |                       |                    |                           |                      |
| 17 juin 2014        | 528    | 337    | 398 / 264            | 33 / 24               | 97 / 49                    |                       |                       |                          |                       |                    |                           |                      |
| 10 juin 2014        | 474    | 252    | 372 / 236            | 13 / 9                | 89 / 7                     |                       |                       |                          |                       |                    |                           |                      |
| 5 juin 2014         | 438    | 231    | 344 / 215            | 13 / 9                | 81 / 7                     |                       |                       |                          |                       |                    |                           |                      |
| 2 juin 2014         | 354    | 208    | 291 / 193            | 13 / 9                | 50 / 6                     |                       |                       |                          |                       |                    |                           |                      |
| 27 mai 2014         | 309    | 200    | 281 / 186            | 12 / 9                | 16 / 5                     |                       |                       |                          |                       |                    |                           |                      |
| 23 mai 2014         | 270    | 183    | 258 / 174            | 12 / 9                |                            |                       |                       |                          |                       |                    |                           |                      |
| 14 mai 2014         | 245    | 166    | 233 / 157            | 12 / 9                |                            |                       |                       |                          |                       |                    |                           |                      |
| 5 mai 2014          | 243    | 164    | 231 / 155            | 12 / 9                |                            |                       |                       |                          |                       |                    |                           |                      |
| 30 avril 2014       | 233    | 155    | 221 / 146            | 12 / 9                |                            |                       |                       |                          |                       |                    |                           |                      |
| 23 avril 2014       | 220    | 145    | 208 / 136            | 12 / 9                |                            |                       |                       |                          |                       |                    |                           |                      |
| 21 avril 2014       | 215    | 138    | 203 / 129            | 12 / 9                |                            |                       |                       |                          |                       |                    |                           |                      |
| 17 avril 2014       | 209    | 131    | 197 / 122            | 12 / 9                |                            |                       |                       |                          |                       |                    |                           |                      |
| 10 avril 2014       | 169    | 110    | 157 / 101            | 12 / 9                |                            |                       |                       |                          |                       |                    |                           |                      |
| 7 avril 2014        | 163    | 102    | 151 / 95             | 12 / 7                |                            |                       |                       |                          |                       |                    |                           |                      |
| 2 avril 2014        | 135    | 88     | 127 / 83             | 8 / 5                 |                            |                       |                       |                          |                       |                    |                           |                      |
| 1er avril 2014      | 130    | 82     | 122 / 80             | 8 / 2                 |                            |                       |                       |                          |                       |                    |                           |                      |
| 31 mars 2014        | 114    | 70     | 112 / 70             | 2 / 0                 |                            |                       |                       |                          |                       |                    |                           |                      |
| 27 mars 2014        | 103    | 66     | 103 / 66             |                       |                            |                       |                       |                          |                       |                    |                           |                      |
| 26 mars 2014        | 86     | 60     | 86 / 60              |                       |                            |                       |                       |                          |                       |                    |                           |                      |
| 25 mars 2014        | 86     | 59     | 86 / 59              |                       |                            |                       |                       |                          |                       |                    |                           |                      |
| 23 mars 2014        | 49     | 29     | 49 / 29              |                       |                            |                       |                       |                          |                       |                    |                           |                      |

## Personnalités liées

### Personnalités politiques
- Sakoba Keita, chef de la division Prévention au Ministère de la Santé et de l'Hygiène Publique de la Guinée
- Ellen Johnson-Sirleaf, présidente du Libéria
- Issa Tchiroma Bakary, ministre camerounais de la Communication

### Personnalités liées à l'aide humanitaire
- Joanne Liu, présidente internationale de Médecins sans frontières
- Esther Sterk, spécialiste des maladies tropicales à Médecins sans frontières
- Sara Beysolow Nyanti, représentante de l'Unicef au Nigéria
- Mohamed Ag Ayoya, représentant de l'Unicef en Guinée
- Sheik Umar Khan, médecin en chef au Libéria
- Sadou Barry, infirmier guinéen de l'Hôpital de Macenta
- Louis Encinas, expert Ebola à Médecins sans frontières
- Margaret Chan, directrice de l'Organisation Mondiale de la Santé
- Fadela Chaïb, porte-parole de l'Organisation Mondiale de la Santé

### Malades médiatisés
- Thomas Eric Duncan, premier patient atteint d’Ebola à avoir été diagnostiqué hors d’Afrique. Il est décédé à Dallas où il était hospitalisé, le 8 octobre 2014, à l'âge de 42 ans[204]

## Dans la littérature

### Roman
- 2021: Ma lutte contre Ebola en république de Guinée[205]

### Traduction
1. ↑  (en) « Heroism and denial have been the hallmarks of the Ebola crisis. The heroes are the front-line healthcare workers, 400 of whom have caught the disease, and 227 have died. Despite their bravery and sacrifice, however, skepticism and bureaucracy have slowed the response to the disease, and helped the epidemic gallop out of control. »